# مات روبسون (لاعب كرة قدم)
مات روبسون (بالإنجليزية: Matt Robson)‏ هو لاعب كرة قدم بريطاني (وحمل سابقاً جنسية المملكة المتحدة لبريطانيا العظمى وأيرلندا) في مركز نصف الجناح، ولد في 1887 في غيتسهيد في المملكة المتحدة، وتوفي في 1919. لعب مع سكونثورب يونايتد ولينكولن سيتي أف سي ونادي بوسطن تاون ‏.